# 穆罕默德·穆罕默德·萨迪克·萨德尔
大阿亞圖拉穆罕默德·穆罕默德·萨迪克·萨德尔（阿拉伯语：‎；1943年3月23日—1999年2月19日），伊拉克什葉派中十二伊瑪目派的宗教領袖。
萨迪克出生在萨德尔家族，該家族來自黎巴嫩，後來遷居到伊拉克的纳杰夫，成為當地具有影響力的宗教世家。在萨达姆·侯赛因執掌伊拉克政權的時候，他指責薩達姆的獨裁統治和犯罪行為，呼籲政府進行改革、釋放被捕的什葉派領袖，具有一定聲望。
穆克塔达·萨德尔是萨迪克的兒子。